# Bengt Nordfors
Bengt Nordfors, född 6 april 1957 i Stockholm, är en svensk operasångare (tenor), sångpedagog och musikdramatisk översättare/librettist.

## Biografi
Nordfors har sin huvudsakliga utbildning i sång, sångpedagogik och dirigering från Kungliga Musikhögskolan i Stockholm, men är även utbildad vid Teaterhögskolan i Göteborg och Musikhögskolan i Malmö.
Han var redan under tidigt 80-tal yrkesverksam som operasångare – då som baryton, och debuterade i Carl Orffs Månen 1980. Efter debuten på Stora Teatern (Göteborgsoperan) 1985 och när han året därefter vunnit Mozart-priset i Internationaler Belvedere Wettbewerb, bytte han röstfack till tenor. Flera roller kreerades under senare delen av 80-talet, bland annat vid Göteborgsoperan, Malmö Opera och Kungliga Operan. En betydande del av karriären upptogs av rollen som Viscount Raoul de Chagny(en) i The Phantom of the Opera på Oscarsteatern i Stockholm 1989–1996.
Som musikdramatisk upphovsman debuterade Nordfors med librettot till Thomas Jennefelts Gycklarnas Hamlet med urpremiär på Göteborgsoperan 1991. Han har därefter gjort fler översättningar, till exempel Cosi fan tutte, En förtrollad afton, Gianni Schicchi, Pajazzo och Ödets Makt.
Som sångpedagog och ”Vocal Coach” har Nordfors varit verksam sedan 1978, och han leder sedan 2005 verksamheten vid Stockholm Opera Center
Hans arbete beskrivs i uppsatsen Vägen till Bel Canto – Om min omskolning till Chiaroscuro av sopranen Katarina Pilotti vid Musikhögskolan i Örebro 2009 –  som framhåller Nordfors position som traditionsbärare i den italienska skolan i Skandinavien.

### Om Nordfors
- Pilotti, Katarina. Vägen till Bel Canto: om min omskolning till Chiaroscuro. Skriftserie Uppsats ; 2009:2. [Örebro]: [Univ.]. Libris 11653215. http://oru.diva-portal.org/smash/record.jsf?pid=diva2%3A291620